# Artister för fred
Artister för fred är en ideell svensk förening som bildades i oktober 1982 som Skådespelare för fred på initiativ av Bibi Andersson. Föreningens namn ändrades kort därefter till det nuvarande och redan våren 1983 fanns 700 medlemmar.
Föreningen, som är en del av den internationella fredsrörelsen och riktar sig mot bland annat krig, våld och rasism, är ansluten till Forum Syd, Yrkesgrupper mot kärnvapen, Nätverket för kärnvapennedrustning samt Forum för Fredstjänst och hade 2006 omkring 500 medlemmar. 
Under 1980-talet anordnade föreningen flera fredsgalor, bland annat "En fest för livet" på Scandinavium i Göteborg  (från vilken en skivinspelning utgavs) och på Kungliga Operan i Stockholm samt "Släpp inte taget" på Berns i sistnämnda stad. Till stöd för de krigsdrabbade i forna Jugoslavien drev föreningen tillsammans med Rädda Barnen i början av 1990-talet insamlingsaktionerna "Man ur Huse" och "Kultursamling Bosnien". Artister för fred har också arrangerat och medverkat i en rad av konferenser och seminarier för fred och nedrustning, både nationellt och internationellt. Kemal Görgü är ordförande för Artister för fred sedan 2020.

## En fest för livet (LP)
- Monica Dominique: Fred på jorden
- Kim Anderzon: Lysistrate (monolog)
- Arja Saijonmaa: Jag vill tacka livet
- Ellen Marit Gaup Dunfjeld: Kärleksjojk
- Sven Wollter: Rosen (göteborgsvits)
- Kjerstin Dellert: O Mio babbino caro, ur Gianni Schicchi
- Bibi Andersson: 170 000 per sekund (monolog)
- Lill Lindfors: Nu är det gott att leva
- Magnus Härenstam: Boarding-kortet (monolog)
- Margareta Hallin: E Susanna non vien... dove sono, nr 19, akt 3 ur Figaros bröllop
- Bibi Andersson, Krister Henriksson, Magnus Härenstam, Gunilla Nyroos, Sven Wollter: Telefonkatalogen (tal)
- Arja Saijonmaa, Sven-Bertil Taube: En sång om frihet
- Sven-Bertil Taube: Fritiof Anderssons paradmarsch
- Monica Dominique: Fred på jorden

Vidare medverkade dirigent Leif Segerstam samt delar av Göteborgs symfoniorkester, Kungliga Hovkapellet, Norrlandsoperans orkester, Radiosymfonikerna, Stockholms filharmoniska orkester samt Stora Teaterns orkester. Inspelningen skedde med publik 31 juli 1983 på Scandinavium. Skivnummer Mill Records 5016.